# Jack Kolle
Jack Kolle ou Jack Samuels (1912 - 1970) foi um futebolista indonésio. 

## Carreira
Jack Kolle, jogou com o nome de Samuels de seu parentesco, mas Kolle é seu verdadeiro nome. Fez parte do elenco da histórica Seleção das Índias Orientais Holandesas que disputou a Copa do Mundo de 1938.

## Ligações Externas
- Perfil em Fifa.com (em inglês)